# Departamento Graneros
Graneros es un departamento ubicado en el extremo sudeste de la provincia de Tucumán, Argentina. Se encuentra delimitado por los departamentos La Cocha y Juan B. Alberdi (al oeste), Simoca (al norte), y por las provincias de Santiago del Estero y Catamarca (al este y sur respectivamente).

## Población
Contaba con 13,551 habitantes (Indec, 2010).
Para el censo 2022 el departamento registró 15 540 habitantes; lo que representó un aumento en la cantidad de personas del 14,7% menor que el crecimiento poblacional provinciala situado en 16,6%. Estos datos le valieron al departamento tener la menor población y la tercera menor densidad poblacional de la provincia.

## Sismicidad
La sismicidad del área de Tucumán (centro norte de Argentina) es frecuente y de intensidad baja, y un silencio sísmico de terremotos medios a graves cada 30 años.
- Sismo de 1861: aunque dicha actividad geológica catastrófica, ocurre desde épocas prehistóricas, el terremoto del 20 de marzo de 1861 (163 años) con 12.000 muertes,[5] señaló un hito importante dentro de la historia de eventos sísmicos argentinos ya que fue el más fuerte registrado y documentado en el país. A partir del mismo la política de los sucesivos gobiernos del norte y de Cuyo han ido extremando cuidados y restringiendo los códigos de construcción.[4] Y con el terremoto de San Juan de 1944 del 15 de enero de 1944 (81 años) los gobiernos tomaron estado de la enorme gravedad crónica de sismos de la región.
- Sismo de 1931: de 6,3 de intensidad, el cual destruyó parte de sus edificaciones y abrió numerosas grietas en la zona[5][4]